# Eva Pierrou
Eva Viktoria Pierrou, under en period Pierrou Varga, född 9 maj 1945 i Gävle, är en svensk pianist.
Hon har studerat vid Musikhögskolan i Stockholm, pianoklassen, för Stina Sundell. Hon tog solistdiplom 1970 och fick då mottaga Musikaliska Akademiens belöningsjetong. Bland stipendier kan nämnas Kung Gustav VI Adolfs kulturfond och Längmanska kulturfonden samt Helge Ax:son Johnson stipendiefond för CD-inspelningen "Skärgårdsskisser" med skandinavisk pianomusik 1994. 
Mellan åren 1971 och 2003 har Eva Pierrou levt och verkat i USA. Kammarmusik, solospel och undervisning har varit huvudämnen. I Washington D.C. har hon ofta anlitats av den Svenska ambassaden för att spela och arrangera konserter med svensk musik, bland annat vid Berwalds 200-årsjubileum och första framförandet där av Stenhammars Andra Pianokonsert.
Sedan 2003 verksam i Sverige. Pierrou grundade år 2004 kammarmusikföreningen "con amore", som arrangerat över trettio konserter.
Hon är bosatt och verksam i Västerviks kommun.